# ناصرآباد (نازیل، دو)
ناصرآباد یا مولوی ناصر روستایی در دهستان نازیل بخش نازیل شهرستان تفتان استان سیستان و بلوچستان ایران است.

## جمعیت
بر پایه سرشماری عمومی نفوس و مسکن در سال ۱۳۹۵ جمعیت این روستا ۳۰ نفر (۴خانوار) بوده‌است.